# Federação Mundial da Copa de Atletismo de Força
A Federação Mundial da Copa de Atletismo de Força (em inglês:  World Strongman Cup Federation — WSMCF) foi uma das organizações esportivas internacionais que dirigiam o atletismo de força (strongman) no mundo.
A WSMCF foi fundada em 2004, com sede em Salzburgo, Áustria.
O principal campeonato desta federação era Copa Mundial de Atletismo de Força, que foi realizada a partir de 2004.

## Atletas destacados
- Jarek Dymek
- Dominic Filiou
- Hugo Girard
- Terry Hollands
- Kevin Nee
- Dave Ostlund
- Phil Pfister
- Mariusz Pudzianowski
- Glenn Ross
- Magnus Samuelsson
- Raivis Vidzis
- Sebastian Wenta